# 阿什塔比拉河鐵路橋意外
阿什塔比拉河鐵路橋意外是1876年12月29日在美国俄亥俄州阿什塔比拉镇附近的阿什塔比拉河，鐵路橋梁倒塌的意外。在橋梁倒塌時，一列载有约160名乘客的湖岸和密西根南方铁路列车正从桥上驶过。除第一部机车外，其他的车輛均坠入河中。 火车上的油灯和燃煤暖炉使得木制车廂着火了；救援人员優先将人员从殘骸中拉出，而不是致力扑灭大火，結果许多在撞擊中幸免于难的人在車廂中被烧死。 事故造成约92人死亡。 这是19世纪美国最严重的铁路事故，也是直到1918年的納什維爾列車相撞事故之前美国历史上最严重的铁路事故。 
調查报告发现，由铁路公司总裁设计的桥梁设计不当，建造不善且检查不充分。
由於此事件，後來在镇上建立了一家医院，聯邦建立了一套系统以正式调查致命的铁路事故。

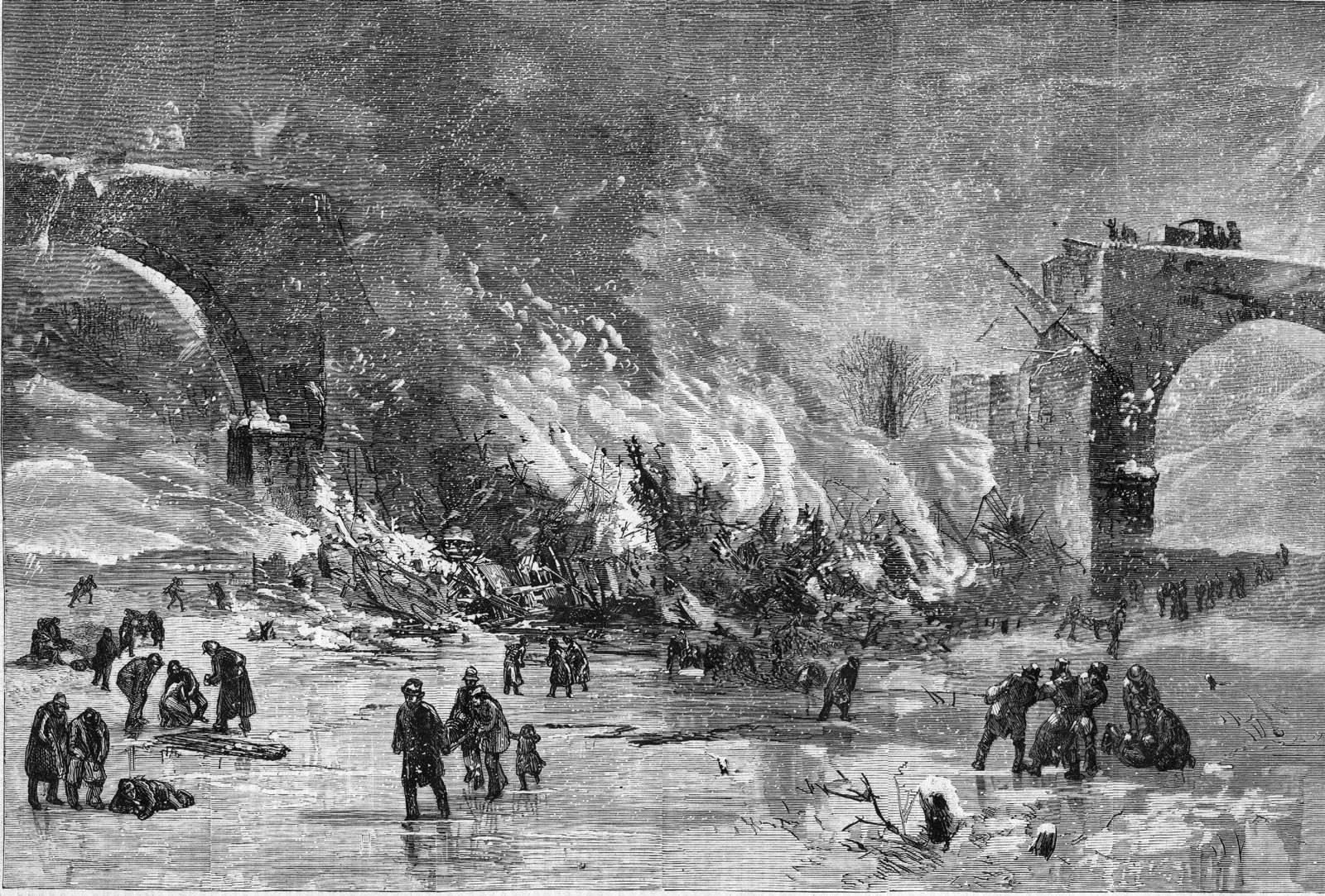
1877年1月20日哈潑周刊刊登的木刻版畫

## 桥梁倒塌和起火

### 暴雪
1876年12月29日下午2点， 湖岸和密歇根州南方铁路的第5次 列车（称为「太平洋快车」  ）离开纽约州水牛城，誤點1小时8分钟。 两天前，一场强大的暴风雪袭击了俄亥俄州北部，宾夕法尼亚州东北部和纽约东部。 當時已經有超过20英寸（510）  的积雪 ，风速24至54英里（39到87公里）每小時。鐵軌上堆滿了飛雪 ，有些地方達6英呎（1.8公尺）  深。 風雪大到列車离开水牛城不久，就加上了第二輛機車以協助牽引。 
火车于下午5點01分离开宾夕法尼亚州伊利  ，比原定时间晚1小時16分钟。 列車由兩輛机车（ ｢苏格拉底」號和「哥伦比亚」號）重聯牽引，編組中有两辆行李车，两輛普通客车，两輛快车車廂，一辆客厅车（「横滨」），三辆卧车（「 帕拉丁」由纽约至芝加哥；「水牛城」從波士顿至芝加哥；「奧西歐」則開往圣路易斯），以及吸烟车 ，约有150至200名乘客和19名机组人员。 由于大雪，離站時需要另外两輛机车将火车推离。 

### 橋梁倒塌與「苏格拉底」號的逃離
預定第5次列車應於7:05 PM 到达克利夫兰，但到了7:30 PM 才剛剛接近阿什塔比拉，誤點約一小时53分。 大约半小时前，向东行驶的第8次列车顺利通过了阿什塔比拉河大桥  （該橋在阿什塔比拉車站以東約1000英呎（300公尺）） 。機車在由東向西通過橋之前約66至99英呎（20至30公尺）處，關閉了推動汽缸的蒸氣，以讓火车滑行進入车站。 当「太平洋快车」过桥时，司機回憶時速約為10至15英里（16至24公里）  ，能見度極差， 最多只有一到两个车长。  
当「苏格拉底”号接近西邊桥台时，司機員丹尼尔·麦圭尔听到了斷裂的聲音，並發現的机车正缓慢下降。注意到他下方的橋正在崩塌，他将汽门开到最大。列車11辆车廂的重量施加於后方的「哥伦比亚」號，「苏格拉底」猛然向前。 两个机车之间的连接断开，「苏格拉底」號脱离桥梁。 煤水車的後轉向架悬在空中，但是「苏格拉底」向前移动将煤水車向前拉，使其回到軌道上並安然抵地。 麦圭尔将「苏格拉底」沿鐵軌開了100碼（91公尺）後停住了，开始反复鸣笛，并敲响火车的铃铛以示警。 

### 剩余桥梁倒塌
「哥伦比亚」号和它后面的11辆车廂就像一个链条。桥梁的倒塌并不是突然的，而是缓慢而零散的。  「哥伦比亚」号撞在橋台上，機車本體由石台支撑，而煤水車向下垂向河谷。 第一辆特快车廂掉进了沟壑， 前端先撞到橋台底部的地面。  「哥伦比亚」号从橋台向后滑落，上下颠倒向后掉在第一辆快车上。 然后它滾到了旁邊。 
第二辆快车和两辆行李车基本上是直立着落在桥南侧。第二辆行李车稍微歪斜，前端靠在西部基台上，后端指向东南。桥的底部坠落到桥北的地面上。桥的顶部和上面剩下的东西稍後后直接掉下，落在机车，特快车和行李车上。 动量将火车的其余部分拉入斷橋處，第一輛客車垂直落在桥梁和第二辆快车残骸的中間。 第二辆客車坠落时在空中扭曲，落在桥和第一辆行李车顶上。抽烟车與前面的客车脫離，自由落下而击中了第二輛客车的前部，将其压碎，然后推擠進第一輛客车（人们普遍认为，第一輛客车上的大多数人是在吸烟车撞擊时死亡的。） 
动量还把客厅车「横滨」和三辆臥車车带入了峡谷。他们全部落在橋南方約80英呎（24公尺）處。「横滨」号在河中間直立落下， 而卧車「帕拉丁」号则在其北边的大至上右侧朝上而落下。 卧车「水牛城」随后前端朝下撞入「帕拉丁」的后部，将其部分压碎并杀死了几人。 「水牛城」撞穿「帕拉丁”而进入「横滨」的后部，将客厅车推侧。「水牛城」号猛擊客厅车，可能杀死了里面的所有人。  「水牛城」的后方高高地躺在「帕拉丁」上。 一名目击者说，「水牛城」號裡没有人幸免于难。 最后的卧铺车「 奧西歐”號落在河的东岸，大致上是直立的。 

### 火灾与死亡
在橋的西方約100碼（91公尺）的西32街車站 和镇上都聽到了事故的聲音，并发出警报。 首先抵達现场的救援人员包括铁路员工，在车站月台上等待的人，以及住在桥附近的阿什塔比拉鎮居民。 通往河谷底部的唯一通道是一系列陡峭而狭窄的台阶，被雪覆盖。 大多数人沿着陡峭的山坡滑下，而不是走下台阶，还有几个人带着斧头帮助幸存者脫困。 
燃燒煤和煤油的暖炉和油灯翻转，導致車廂起火。 一份早期报告说，「 奧西歐」和至少其他三个地方发生了大火，一分钟之内，整个残骸都起火了。 历史学家达雷尔·汉密尔顿说，大火從两端爆发了，并向中间擴散。 根据車尾煞車手A.H.史東（A.H. Stone）所述 ，在残骸中存活的人在20分钟内死亡。 当救援人员到达桥梁时，许多受伤的乘客已经到达河岸 ，大火猛烈燃烧。 
阿什塔比拉消防队的反应遲鈍，消防隊长G.W. 納普（G.W. Knapp）是个酒鬼 ，即使清醒时也反應遲鈍。 伊利湖軟管公司的用馬拉的消防車，配備手动幫浦與蒸汽幫浦，最先抵達現場， 但纳普从未发出任何命令救火。他告诉一位旁观者，灭火是没有用的， 尽管顯然仍有一些幸存者被困在殘骸中。 铁路员工还告诉纳普，應指揮消防员将伤员救出，并清出一條通道離開山沟。 至少有一位鎮民乞求纳普用灑水滅火，但他拒绝了。結果镇民们弄來了水桶，大家（與消防队的一些成员）试图扑灭大火。 保护消防公司的手动幫浦和海王软管公司的蒸汽幫浦，用马拖拉了超过一英里，穿過镇區到斷桥，但为时已晚，无法阻止火势蔓延。 
黑夜和大雪使幸存的乘客难以定位并離開殘骸。 有的乘客淹死在河中， 有的乘客逃脱大火但死于吸入烟雾 。 
救援者踩着陡峭的台阶將受伤和垂死的人们抬上河谷，或是用绳索拉动雪橇將傷者拖上了斜坡。  阿什塔比拉没有医院。傷者先被带到铁路机房，车站旁肮脏破旧的伊格尔旅店，或附近的阿什塔比拉之家旅店。这些地方填满后，居民收容了幸存者。 還能行走的傷者是最后从河谷被帶走的人。到午夜，所有幸存者已经到达安全地点。 村內的10名医生照顾著受伤者。大约凌晨1点，一列來自克利夫兰的专车载來了铁路官员和五名外科医生。 
在阿什塔比拉桥灾难中丧生的真實人数並不確定， 可能高达200人，但官方统计是83人死亡。 另有64人受伤。 死亡人数不准确，部分原因是火车上的乘客人数难以估计，部分原因是许多遗体並不完整。从殘骸發現的遺骸嚴重燒毀，難以辨認，無法由衣物或個人物品辨別。 甚至有不明人數的死者是在大火中被完全火化。 死者中有赞美诗作家菲利普·布利斯（Philip Bliss） 。 

## 影響
立法委员会起草了一项法案，制定俄亥俄州的第一个桥梁设计规范，要求对桥梁施工进行专业监督，并要求由工程师經常进行定期專業检查。但俄亥俄州立法机关拒绝对该法案采取行动。 
災難中顯示阿什塔比拉缺乏醫療照護，阿什塔比拉的公民筹集资金在镇上建造医院。 一家急诊诊所于1882年开业，后于1904年7月1日成立了阿什塔比拉综合医院 。 
由於事故的教訓，帶來了一些影響。由于鑄鐵的延展性低，事故发生后不久，就禁止在承重结构中使用铸铁。 大约在1886年，铁路采用了蒸汽加热 ，取代了客車車廂中燒木材與煤炭的暖爐炉。联邦也于1887年成立了正式调查致命鐵路事故的機構。 